# レイチェル・プラッテン
レイチェル・プラッテン（Rachel Platten、1981年5月20日 - ）は、アメリカのシンガーソングライター。2015年リリースの『ファイト・ソング』（Fight Song）のヒットで知られる。

## 経歴
5歳からピアノを学び、高校でギターを始める。トリニティ・カレッジ時代にアカペラグループに所属し、2003年にデビューアルバム『トラスト・イン・ミー』をリリース。
2011年にはセカンドアルバムとして『ビー・ヒア』をリリース、このアルバムからのシングル『1,000シップス』がビルボードのアダルト・トップ40で24位を記録し、彼女にとって初のランクイン作品となった。
2012年にはコロムビア・レコードと契約し、2015年にシングル『ファイト・ソング』をリリース。このシングルはアメリカの人気歌手テイラー・スウィフトなどからの支持も手伝い240万枚以上を売り上げ、全米Billboard Hot 100で6位、全英1位、オーストラリアで2位、日本でもJapan Hot 100で9位を記録するなど、世界各国で大ヒットとなった。またこの曲はアメリカの政治家ヒラリー・クリントンの2016年アメリカ合衆国大統領選挙でのキャンペーンでしばしば使われている。プロ野球の内川聖一、板山祐太郎などが登場曲として使用し、2019年のTBSドラマ「グッドワイフ」の番組宣伝CMソングにも使われている。
2015年11月にコロムビアからの2作目のシングル『スタンド・バイ・ユー』を発表、このシングルも前作までとはいかないものの、アメリカで100万枚、オーストラリアで7万枚とヒット作となる。
2016年1月にはサード・アルバム『ワイルドファイア』をリリース。アメリカで50万枚以上を売り上げるなど成功を収める。またこの作品は後に日本盤もリリースされ、オリコン週間アルバムランキングで38位を記録した。また、同年4月には初来日し「スッキリ!!」など多くのメディアに登場した。メジャーリーグの2016年のワールドシリーズ第1戦の試合前に国歌斉唱を行った。

## 私生活
2010年に一般人の男性ケビン・ラザンと結婚。2019年1月26日に女の子を出産した。

## ディスコグラフィー

### アルバム
| タイトル    | 詳細                                          | 米 | 日  | ゴールド等認定       |
| ----------- | --------------------------------------------- | -- | --- | -------------------- |
| Trust in Me | - 発売年: 2003年 - 形態: CD                   | -  | -   |                      |
| Be Here     | - 発売日: 2011年4月26日 - 形態: CD、音楽配信  | -  | -   |                      |
| Wildfire    | - 発売日: 2016年1月1日 - 形態: CD、音楽配信   | 5  | 38  | - アメリカ: ゴールド |
| Waves       | - 発売日: 2017年10月27日 - 形態: CD、音楽配信 | 73 | 142 |                      |

## ミニ・アルバム

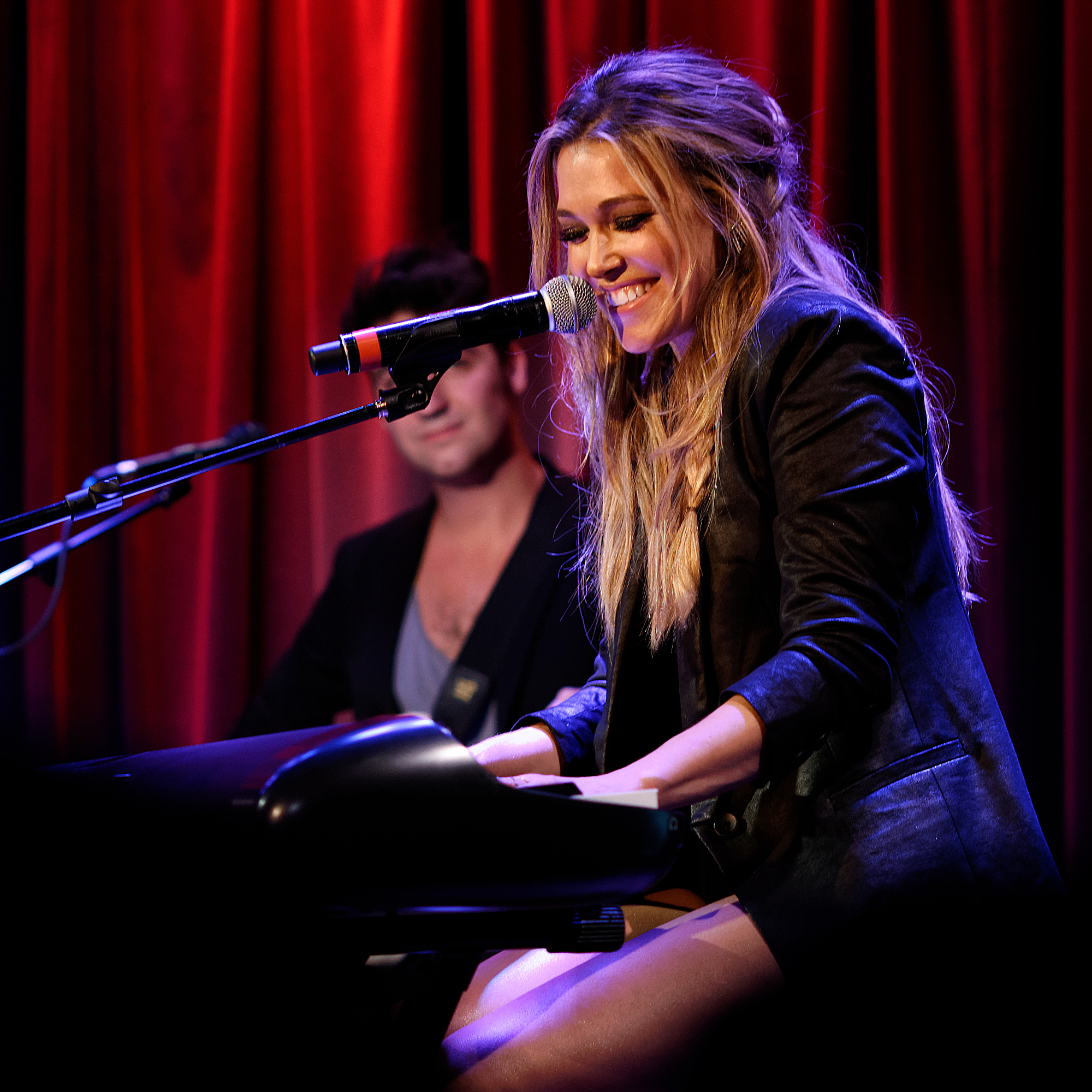
2016年

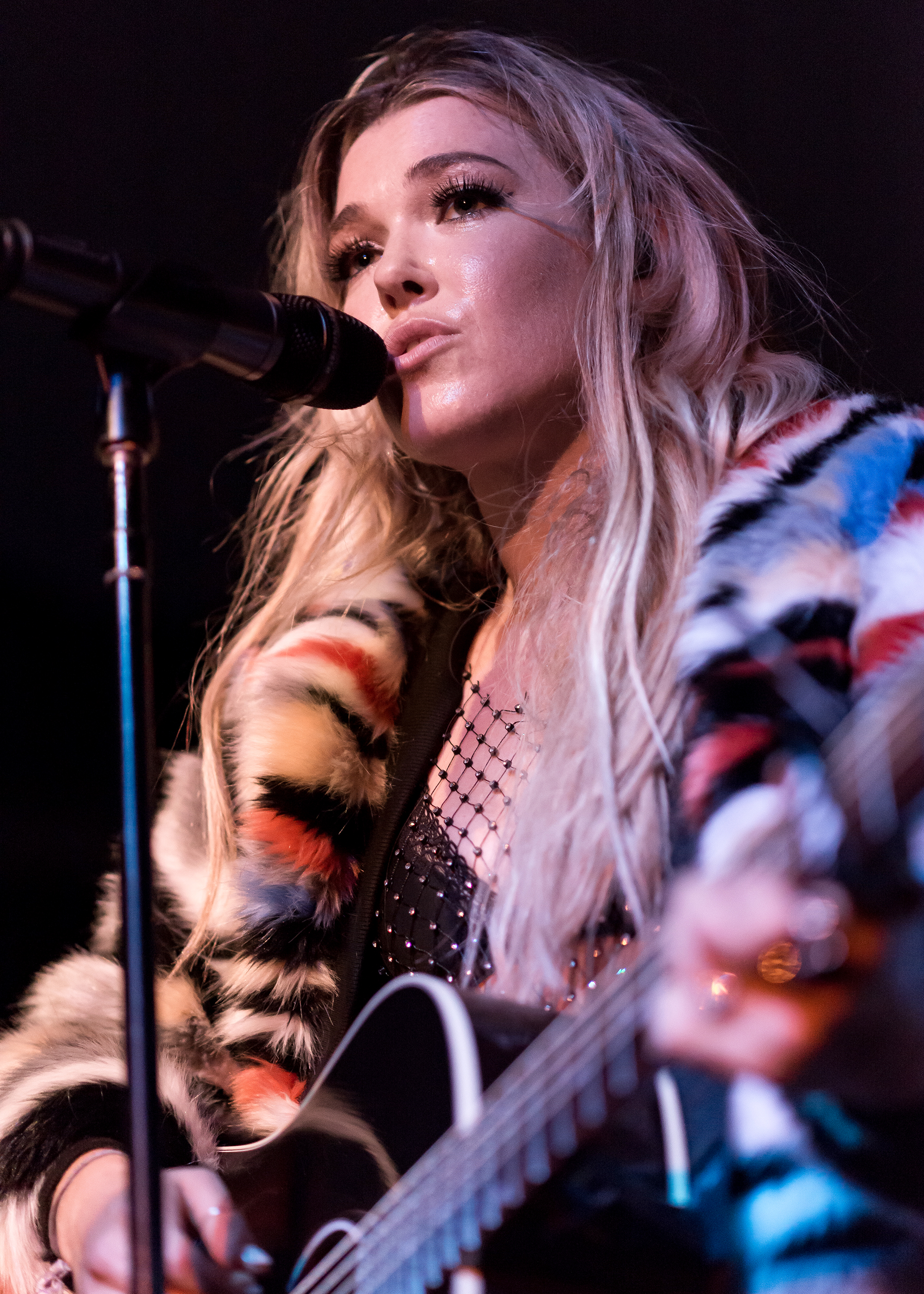
2017年

### アルバム
| タイトル   | 詳細                                         | 米 | 日 | ゴールド等認定 |
| ---------- | -------------------------------------------- | -- | -- | -------------- |
| Fight Song | - 発売年: 2015年5月12日 - 形態: CD、音楽配信 | 20 | -  |                |

### シングル
| 発売年 | タイトル     | 米 | 日 | ゴールド等認定 | 収録アルバム |
| ------ | ------------ | -- | -- | --- | ------------ |
| 2011   | 1,000 Ships  | -  | -  | | Be Here      |
| 2015   | Fight Song   | 6  | 9  | - アメリカ: 3プラチナ - オーストラリア: 2プラチナ - イギリス: ゴールド - カナダ: 3プラチナ - ニュージーランド: ゴールド - スウェーデン: ゴールド - ポーランド: プラチナ | Wildfire     |
| 2015   | Stand by You | 37 | -  | - アメリカ: プラチナ - オーストラリア: プラチナ - カナダ: ゴールド - ポーランド: ゴールド                                                                               | Wildfire     |
| 2016   | Better Place | -  | -  | | Wildfire     |